# ジョニー・バックランド
ジョニー・バックランド（Jonny Buckland、1977年9月11日 - ）は、イギリス・ロンドン出身のミュージシャン。本名はジョナサン・マーク・バックランド。イギリスのロックバンド、コールドプレイのリードギターを担当する。

## 来歴
- イギリス・ロンドンで生まれる。
- 4歳までロンドンで過ごし、その後家族で北ウェールズに移る。
- 11歳のとき兄の影響でギターをはじめる。当時はストーン・ローゼズの影響が強かった。
- 天文学と数学を学ぶためユニヴァーシティ・カレッジ・ロンドンに入学。学年始めの週にクリス・マーティンと出会い、その後コールドプレイとなってゆくガイ・ベリーマン、ウィル・チャンピオンとも出会う。
- 1999年にコールドプレイのギタリストとしてデビュー。
- 今やクリス・マーティンに「ジョニー・バックランド無くしてコールドプレイは存在しない」と言わしめるほど、バンドには欠かせない存在である。

## 人物・エピソード
- ロンドンに在住し、長年付き合っている女性とともに住んでいる。
- カーキ色のキャップがトレードマークとなっている。
- 父親は高校の教師だった。子供時代には両親が所有していたジミ・ヘンドリックスとエリック・クラップトンの膨大な数のレコードを聴いていた。
- バックランドがギターを始めたのは、彼の兄がマイ・ブラッディ・ヴァレンタインのファンであったからであり、自身もその影響を受けた。他にもソニック・ユース、ストーン・ローゼズ、ジョージ・ハリスン、U2といった多くのアーティストを兄から教わった。
- 2020年には、それぞれの年代のお気に入りの楽曲やアーティストをプレイリストとしてSNSやストリーミングサービスで公開した。ベルヴェット・アンダーグラウンド、キャロル・キング、ジョイ・ディヴィジョン、トーキング・ヘッズ、ケイト・ブッシュ、ドナ・サマー、ビョーク、ビースティ・ボーイズなどが含まれている。
- 2021年のインタビューでは、マッシヴ・アタックの「Teardrop」を一番好きな曲に挙げている。
- スライドバーやディレイペダルを駆使した薄く繊細なアレンジが特徴で、U2のジ・エッジと比較されるようなキメが細かく鳴りの良い音色を奏出る。ボーカルのクリス・マーティンはジョニーを「曲を完成させる完璧な旋律を奏でる」「美しいメロディーの源泉」と評している[1]。U2のジ・エッジは「ジョニーは多くのギタリストの憧れだ」と称賛している[1]。
- クリス・マーティンと一番親しいことで有名である。ライブでの長いソロやリフの前にはジョニー・ボーイとよく呼ばれている。またインタビューやプライベートでもよく行動を共にしている。俳優のサイモン・ペッグと共にクリスの娘アップルの名付け親となった。
- サッカークラブのトッテナム・ホットスパーFCのファンである。

## 使用機材
アンプは主にFender 'Hotrod' DeVille Combosを使用。
- アコースティックギターはMartin Acoustic。
- エレクトリックギターはジャズマスター、ジャガー、テレキャスター、ES-335、リッケンバッカーなど様々なギターを使用。